# ماریا شرایور
ماریا اوینگ شرایور (انگلیسی: Maria Shriver; ۶ نوامبر ۱۹۵۵) یک روزنامه‌نگار آمریکایی، نویسنده، سیاست‌مدار ، بنیان گذار جنبش آلزایمر زنان و بانوی اول سابق ایالت کالیفرنیا اهل ایالات متحده آمریکا است. او عضو خانواده کندی است؛ مادر او، یونیس کندی شریور، خواهر جان اف کندی، رابرت اف. کندی و تد کندی بود.
او همسر سابق آرنولد شوارتزنگر بازیگر و بدنساز مشهور است که در سال ۲۰۱۱ با هم ازدواج کرده و در سال ۲۰۲۱ طلاق گرفتند.
او ۴ فرزند دارد که شامل کاترین و پاتریک شوارتزنگر می‌شود.

## کتابشناسی
- گزارش شرایور: یک ملت زن همه چیز را تغییر می‌دهد ۲۰۰۹
- آلزایمر در آمریکا: گزارش شرایور درمورد زنان و آلزایمر ۲۰۱۱
- ذهن خود را رنگ بزنید ۲۰۱۷
- برای پدر بزرگ چه اتفاقی می‌افتد؟ ۲۰۰۴
- تیم با چه اشتباهی روبه روست؟ ۲۰۰۱
- فقط چه کسی خواهید بود؟ ۲۰۰۸
- بهشت چیست؟ ۱۹۹۹
- و یک چیز بیشتر قبل از رفتن ۲۰۰۵
- ده چیزی که می‌خواهم قبل از رفتن به جهان واقعی با آن‌ها شناخته شوم ۲۰۰۰
- من فکر می‌کنم …: بازتاب، نماز، و تفکر برای یک زندگی معنی دار ۲۰۱۸